# ليو فوي كيونج
ليو فوي كيونج (18 يناير 1960 - 2 أكتوبر 2020)، كان سياسي ماليزي شغل منصب وزير في إدارة رئيس الوزراء المسؤول عن الشؤون القانونية في إدارة باكاتان هارابان في عهد رئيس الوزراء السابق مهاتير محمد من يوليو 2018 حتى انهيار الإدارة. في فبراير عام 2020.